# Deadache
Deadache é o quarto álbum de estúdio da banda Lordi, lançado a 23 de Outubro de 2008.
Deste disco saíram dois singles, "Bite It Like a Bulldog" e "Deadache".
| Críticas profissionais                                                      | Críticas profissionais |
| Avaliações da crítica                                                       | Avaliações da crítica  |
| Fonte                                                                       | Avaliação              |
| --------------------------------------------------------------------------- | ---------------------- |
| allmusic                                                                    | [ 1 ]                  |
| Rolling Stone                                                               | [ 2 ]                  |
| Esta tabela precisa de ser acompanhada por texto em prosa. Consulte o guia. |                        |

## Faixas
1. "Scarctic Circle Gathering IV" - 0:42
2. "Girls Go Chopping" - 4:02
3. "Bite It Like a Bulldog" - 3:29
4. "Monsters Keep Me Company" - 5:28
5. "Man Skin Boots" - 3:42
6. "Dr. Sin Is In" - 3:37
7. "The Ghosts of the Heceta Head" - 3:48
8. "Evilyn" - 4:00
9. "The Rebirth of the Countess" - 1:59
10. "Raise Hell in Heaven" - 3:32
11. "Deadache" - 3:28
12. "The Devil Hides Behind Her Smile" - 4:12
13. "Missing Miss Charlene" - 5:10

## Créditos
- Mr. Lordi - Vocal
- Amen - Guitarra elétrica
- Kita - Bateria, vocal de apoio, arranjos
- OX - Baixo
- Awa - Teclados